# (12422) 1995 US8
1995 يو أس 8 (ويعرف أيضًا باسم (12422) 1995 يو أس 8 وفق تسمية الكوكب الصغير) (بالإنجليزية: 1995 US8)‏ هو كويكب ضمن حزام الكويكبات؛ وترتيبه 12422 من حيث الاكتشاف.
اكتُشف هذا الجُرم الفلكي بواسطة هيروشي كانيدا في 27 أكتوبر 1995.

## وصلات خارجية
- (12422) 1995 US8 في قاعدة بيانات مختبر الدفع النفاث لأجرام النظام الشمسي الصغيرة

- الاكتشاف · مخطط المدار ·  العناصر المدارية · المعلمات المادية

- (12422) 1995 US8 على موقع ويكي سكاي: DSS2, SDSS, GALEX, IRAS, Hydrogen α, X-Ray, Astrophoto, Sky Map, Articles and images